# Florinel Mirea
Florinel Cristi Mirea (n. 13 iulie 1974, București, România) este un fost fundaș român de fotbal.

## Activitate
- Electroputere Craiova (1992-1998)
- Extensiv Craiova (1998-2000)
- Alania Vladikavkaz (2000-2002)
- Universitatea Craiova (2002-2003)
- Stal Alchevsk (2003-2006)